# Clarisse Ratsifandrihamanana
Clarisse Andriamampandry Ratsifandrihamanana (* 5. Dezember 1926 in Fenoarivo Atsinanana, Madagaskar; † 28. Juni 1987 oder 1988 in Antananarivo) war eine Schriftstellerin aus Madagaskar.

## Werdegang
Sie heiratete Henri Ratsifandrihamanana im Jahr 1946, mit dem sie acht Kinder hatte, darunter Lila Hanitra Ratsifandrihamanana.

## Bibliographie (Auszug)
- Ny Zanako, I, II (Roman)
- Lavakombarika (Novellen)
- Salohy (Gedichte)
- Ramose (Roman)
- Lohataona sy Rririnina (Roman)